# ピグライフ〜ふしぎな街の素敵なお庭〜
ピグライフ～ふしぎな街の素敵なお庭～は、サイバーエージェントが開発・運営するモバイルオンラインゲームである。2019年9月26日にiOS、Android向けにリリース。

## 概要
サイバーエージェントが開発・運営するアメーバピグの系列ゲーム「ピグライフ」のスマートフォンアプリ版と位置づけされる本ゲームアプリは、2019年9月26日にリリースされた。育てた作物を収穫し、料理や工作をしたり、それらをゲーム内キャラクターと物々交換したりして、報酬を得て、ストーリーを展開させる。サイバーエージェントは、PC版ピグライフの世界観を残しながらも、新機能のMyフレームで更に可愛くデコレーションが出来るようになる等、たくさんの新たな要素が追加されていると説明している。

## 登場キャラクター
- ノンさん[3]

所持しているアイテムを物々交換できる。
散歩好きのクマ。
口癖は「～ノン」
好きな食べ物はおにぎり
- スピカ[4]

ノンと仲良しで、案内役の妖精
ギリシャ語で穀物の穂先。おとめ座α星(1等星)。
- ポリマ

フルールでアイテムを購入できる。
妖精
- メルル

料理や素材を納品して(おとどけ)フルールを入手できる。
グランパの森に住んでいる。
フランス人名。
- ウユ

工作物、料理や素材を納品して(おとどけ)フルールを入手できる。
- ピノ

工作物、料理や素材を納品して(おとどけ)フルールを入手できる。
鐘の広場の番人。
イタリア語、スペイン語で松。
- グランパ

グランパの森にある大きな木。
流行りものが気になる。
英語でおじいちゃん。
- ユニ

工作物、料理や素材を納品して(おとどけ)フルールを入手できる。
- イヴ

開催中イベントで指定されたアイテムを納品して(おとどけ)フルールを入手できる。

## 主な機能
お庭
各ユーザーに提供される横28マス×奥行き28マス×高さ28マス(キューブ換算)の仮想空間。浮島。土台、前景、背景を変更したり、様々なアイテムを配置できる。
植える
自分の庭の畑に作物や草花の苗を植える機能。畑はクエスト等で入手することができ、PC版で可能だった耕す機能はない。
以下の表は、2019年12月10日時点で植えられる作物や草花の一覧。
| 作物     |                  |      |        |              |            |        |                |
| 名前     |                  |      |        |              |            |        |                |
| ニンジン | イチゴ           | 小麦 | ミント | ブルーベリー | ラズベリー | ライ麦 | おばけカボチャ |
| マロン   | クリスマスベリー | -    | -      | -            | -          | -      | -              |

| 草花          |                         |                         |          |              |          |          |              |
| 名前          |                         |                         |          |              |          |          |              |
| ポピー/橙・赤 | ベゴニア/ピンク・赤・橙 | ガーベラ/ピンク・黄・赤 | スズラン | マーガレット | パンジー | リナリア | イフェイオン |

水やり
自分のお庭の畑に植えられた作物や草花に水を与える機能。他ユーザーがお手伝い(後述)する分も含め、1作物3回まで水やりできる。水やり回数に応じてレアドロップ確率が変動する。
収穫
自分のお庭の作物や草花を収穫する機能。種類ごとに設定された成長時間が経過すると収穫できる。庭ポイントと作物や草花のアイテムを入手できる。
おでかけ
ゲーム内キャラクターが配置されているエリア(浮島)に移動することができる。

### おでかけエリア一覧
- グランパの森

ふしぎな街の中心にある緑豊かな森
メルル、ポリマ、ノンさんが配置されている。
- 鐘の広場

みんなが集う鐘の塔がある広場
ピノ、ノンさんが配置されている。
- 湖のほとり

神秘的で静かな憩いの湖
ウユ、ポリマ、ノンさんが配置されている。
- 星降る天文台

ユニと星が会話する、星が瞬く静寂な天文台
ユニ、ポリマ、ノンさんが配置されている。
- イベント島

イベント開催時のみ公開される浮島。
イベントごとにエリア名称と配置アイテムが異なる。
イヴ、ポリマ、ノンさんが配置されている。
お庭レベル
各ユーザーごとにあらわされるゲームのやりこみ度の数値。水やり、お手伝い、収穫、料理、工作で獲得できるポイントを各レベル上限まで獲得すると1増加する。
もようがえ
自分のお庭の景色、土台やアイテムの種類と位置を変更できる。
スタミナ
作業できる回数。5分に1スタミナ回復し、上限値は60。スタミナウォーターで増加できる。お庭レベルアップ時、残ったスタミナ数+60まで回復。収穫、水やり、料理、工作時に1スタミナ減少する。
どうぶつ
所持している動物を自分のお庭に出すことができる。PC版ピグライフの牧場で飼育していた動物の他、本ゲームのクエスト報酬で入手した動物が対象。
称号
各種クエストをクリアするなどの条件を達すると解放され、1つまで名乗ることができる。
庭とも
フレンド機能。他ユーザーのお庭を訪問したり、お手伝いしたりできる。
お手伝い
他ユーザーのお庭の作物に水やりする機能。1回につき1お庭ポイントを獲得できる。スタミナは減少しない。
おとどけ
登場キャラクターにアイテムを納品する機能。対価としてフルールを入手できる。
みため
着せ替え機能。自分のアバターの服や髪型を変更できる。
クエスト
常時発動するストーリークエストと期間中のみ発動さするイベントクエストの2種類がある。クエスト(課題)の最初と最後に登場キャラクターと自らのアバターとのストーリー(物語)が再生される。登場キャラクターから渡される課題をこなし、報酬を得る。
お店
ポリマのお店ではフルール、ミネルラのお店ではジェムでアイテムを購入できる。
イベント
指定期間中のみ発動されるイベントクエストをこなし、限定アイテムを入手することができる。
ガチャ
ジェムまたはルーンで、指定されたアイテムの中からランダムで入手することができる。2択ガチャでは、1回のガチャで2回抽選が行われ、排出された2つのアイテムのうち1つを入手できる。
フルール
ゲーム内通貨。課金により購入することはできず、おとどけの対価やクエストの報酬で入手できる。家具、素材やきせかえアイテムの購入に使用できる。フランス語で花。
ジェム
ゲーム内通貨。課金による購入または運営からのギフトで入手できる。ガチャや一部アイテムの購入に使用できる。フランス語で宝石。
ガチャルーン
ガチャで使用できるアイテム。購入することはできない。「ルーン」は、ゲルマン人が用いた文字の名称で、占い用語で「秘密」「ささやき」。

## 沿革
- 2018年
  - 7月10日 - ピグライフスタッフブログにて、アプリ版ピグライフが開発中であることを公表[5]。
- 2019年
  - 3月12日 - ピグライフを含むアメーバピグ系列ゲームのサービスが同年12月2日終了されることが発表。同時に、本ゲームアプリが同年夏ごろにリリース予定であることを発表[6]。
  - 4月22日 - PC版ピグライフのマルシェに植えられた「ふしぎな木」に水を与えることで、本ゲームアプリで使用できるアイテムが付与されるキャンペーンを開始[7]。
  - 8月27日 - 本ゲームアプリのリリース日が9月末ごろであると発表[8]。
  - 9月26日12時 - リリース開始。一部端末で正常に動作しないなど、さまざまな問題を抱えている[9]。
  - 10月1日 - 消費税増税に伴いジェムの購入金額を増額[10]。
  - 10月17日12時 - 「おばけカボチャの丘」イベント開催[11]。
  - 11月1日12時 - 「にゃんにゃんバスケット」イベント開催[12]。
  - 11月15日12時 - 「マロンティーパーティー」イベント開催[13]。
  - 12月1日12時 - 「スノードームクリスマス」イベント開催[14]。
  - 12月11日18時 - 新機能「設計図」「保存枠拡張」[15]「ほうさくタイム」[16]を実装。顔パーツ、プロフィールの背景を追加[17]。